# Commonwealth Games/Basketball
Basketball wurde erstmals 2006 in das Programm der Commonwealth Games aufgenommen. 2018 wurde zum zweiten Mal ein Basketballturnier ausgetragen. Dabei fand je ein Basketballturnier der Männer und Frauen statt.

## Bisherige Sieger

### Männer
| Jahr | Gold       | Silber     | Bronze     |
| ---- | ---------- | ---------- | ---------- |
| 2006 | Australien | Neuseeland | England    |
| 2018 | Australien | Kanada     | Neuseeland |

### Frauen
| Jahr | Gold       | Silber     | Bronze     |
| ---- | ---------- | ---------- | ---------- |
| 2006 | Australien | Neuseeland | England    |
| 2018 | Australien | England    | Neuseeland |

## Medaillenspiegel
| Platz | Land       | Gold | Silber | Bronze | Gesamt |
| ----- | ---------- | ---- | ------ | ------ | ------ |
| 1     | Australien | 4    | —      | —      | 4      |
| 2     | Neuseeland | —    | 2      | 2      | 4      |
| 3     | England    | —    | 1      | 2      | 3      |
| 4     | Kanada     | —    | 1      | —      | 1      |